# Rimberg (Schmallenberg)
Rimberg ist ein Ortsteil der Stadt Schmallenberg im nordrhein-westfälischen Hochsauerlandkreis.

## Geographische Lage
Rimberg liegt im Nordwesten des Rothaargebirges etwa 8,5 km nordöstlich der Schmallenberger Kernstadt, 4,2 km nordöstlich von Bad Fredeburg, 1,6 km westlich von Osterwald und 3,1 km südsüdwestlich von Gellinghausen, die alle zu Schmallenberg gehören. Westnordwestlich des auf 602,5 bis 622,5 m ü. NHN gelegenen Weilers erhebt sich der Rimberg (713,2 m) und ostsüdöstlich die Hunau (818,5 m). Hindurch führt zwischen Bad Fredeburg und Gellinghausen die Landesstraße 776, die hier zwischen dem Rimberg im Westnordwesten und der Hunau im Ostsüdosten verläuft. Nördlich von Rimberg liegt das Landschaftsschutzgebiet Offenlandbereich Rimberg und östlich das Landschaftsschutzgebiet Restgrünland um Gellinghausen und Offenlandinseln südlich Gellinghausen bis Rimberg.

## Geschichte
Das erste Haus von Rimberg wurde 1860 errichtet. Aus der ehemaligen Gastwirtschaft hat sich das spätere Hotel Knoche entwickelt. In der Zeit von 1943 bis 1945 war es ein Entbindungsheim der Nationalsozialistischen Volkswohlfahrt (NSV). 498 Kinder wurden in dieser Zeit dort geboren. Neben dem Hotel gibt es einen ehemaligen Bauernhof, heute eine Schlittenhundezucht mit Pension, und ein Wohnhaus, heute Wochenendhaus. Rimberg gehörte bis zur kommunalen Neugliederung zur Gemeinde Bödefeld-Land und lag an der Grenze zu Fredeburg. Am 1. Januar 1975 wurde der Ort in die Stadt Schmallenberg eingegliedert.
Heinrich Lübke (1894–1972), von 1953 bis 1959 Bundesminister für Ernährung, Landwirtschaft und Forsten und von 1959 bis 1969 der zweite Bundespräsident der Bundesrepublik Deutschland, machte im Hotel Knoche seit Mitte der 1950er Jahre bis kurz vor seinem Tod Urlaub. Er sorgte dafür, dass die Landesstraße 776 am Rimberg ausgebaut und vom Hotel weg verlegt wurde. Im Gebäude erinnerten Fotos an die Urlaube von Lübke bis zum Hotelbrand 2011.
In der Nacht vom 4. zum 5. Februar 2011 wurde das Hotel durch einen Brand fast völlig zerstört. Nach dem Wiederaufbau wurde das Hotel Knoche im Sommer 2013 wieder eröffnet. Noch 2013 kam es zur Insolvenz des Hotels, das seit Mitte 2014 unter dem Namen Hotel Rimberg weiter geführt wird.

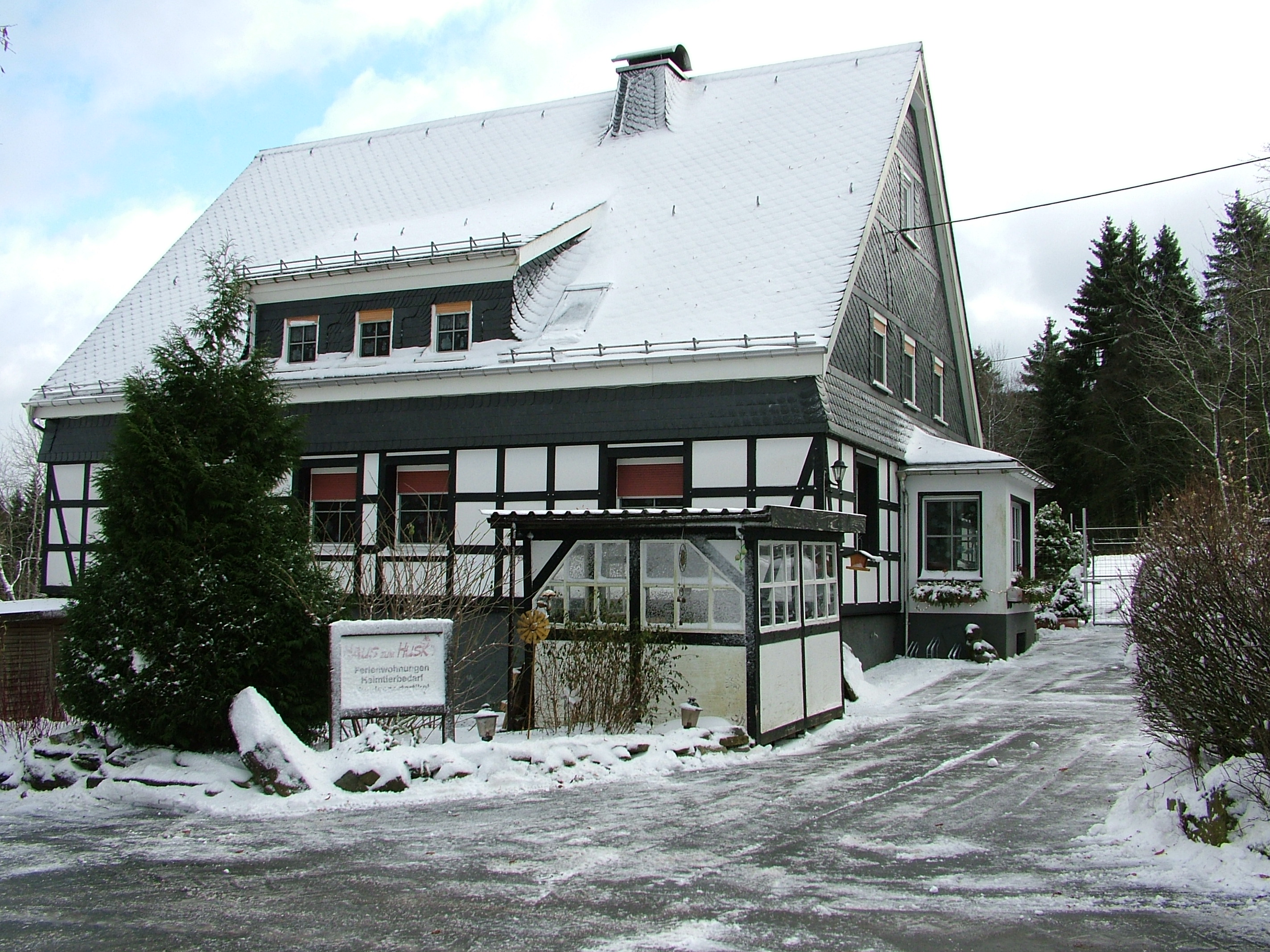
Haus Rimberg 2, in Rimberg
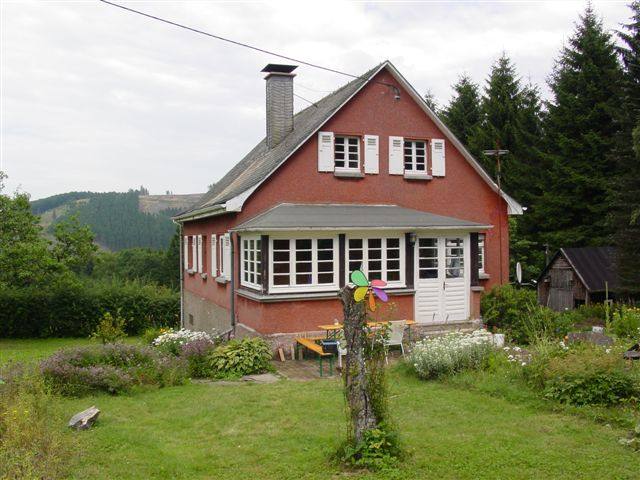
Haus Rimberg 3, in Rimberg
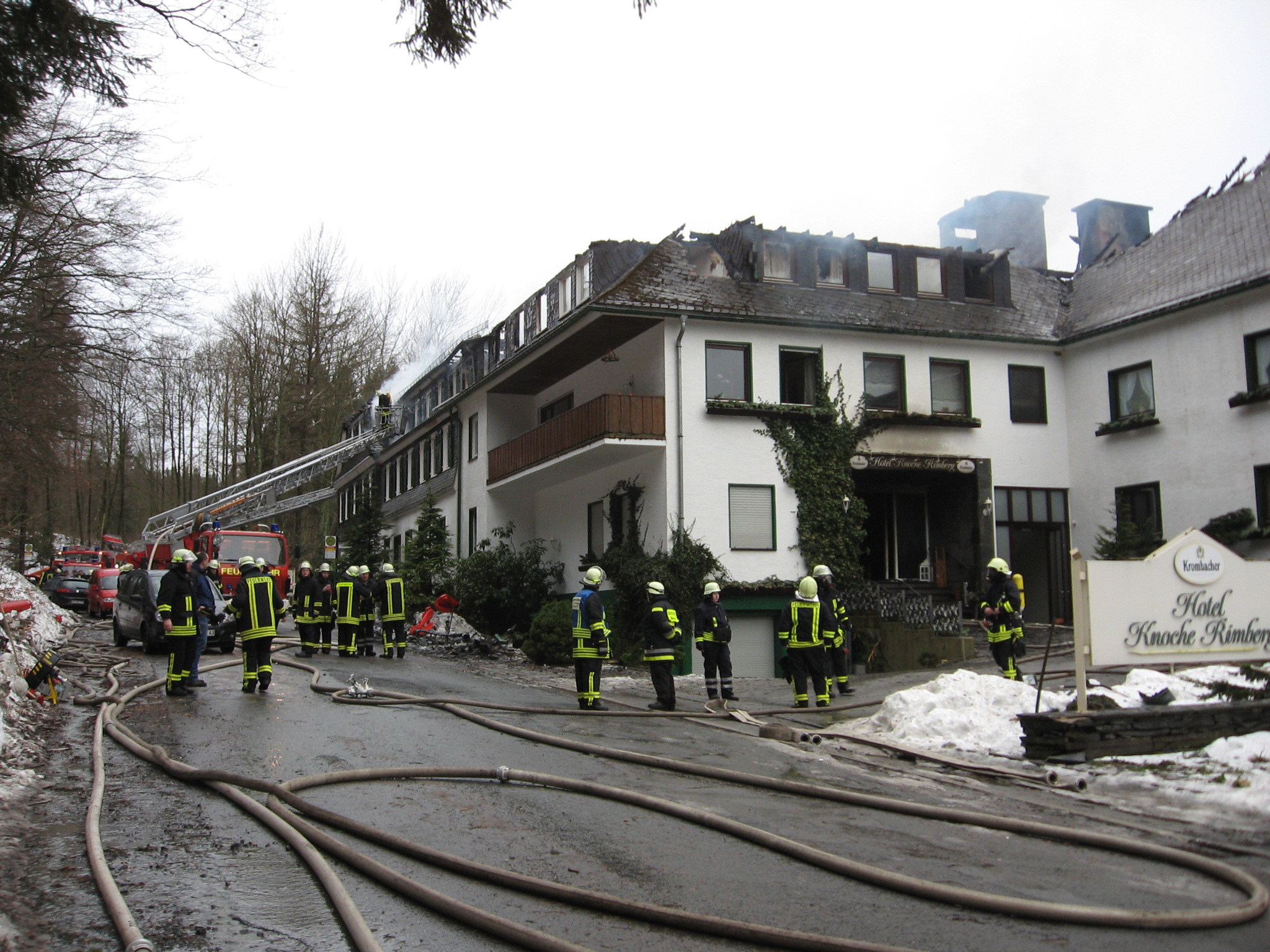
Hotel Knoche am 5. Februar 2011
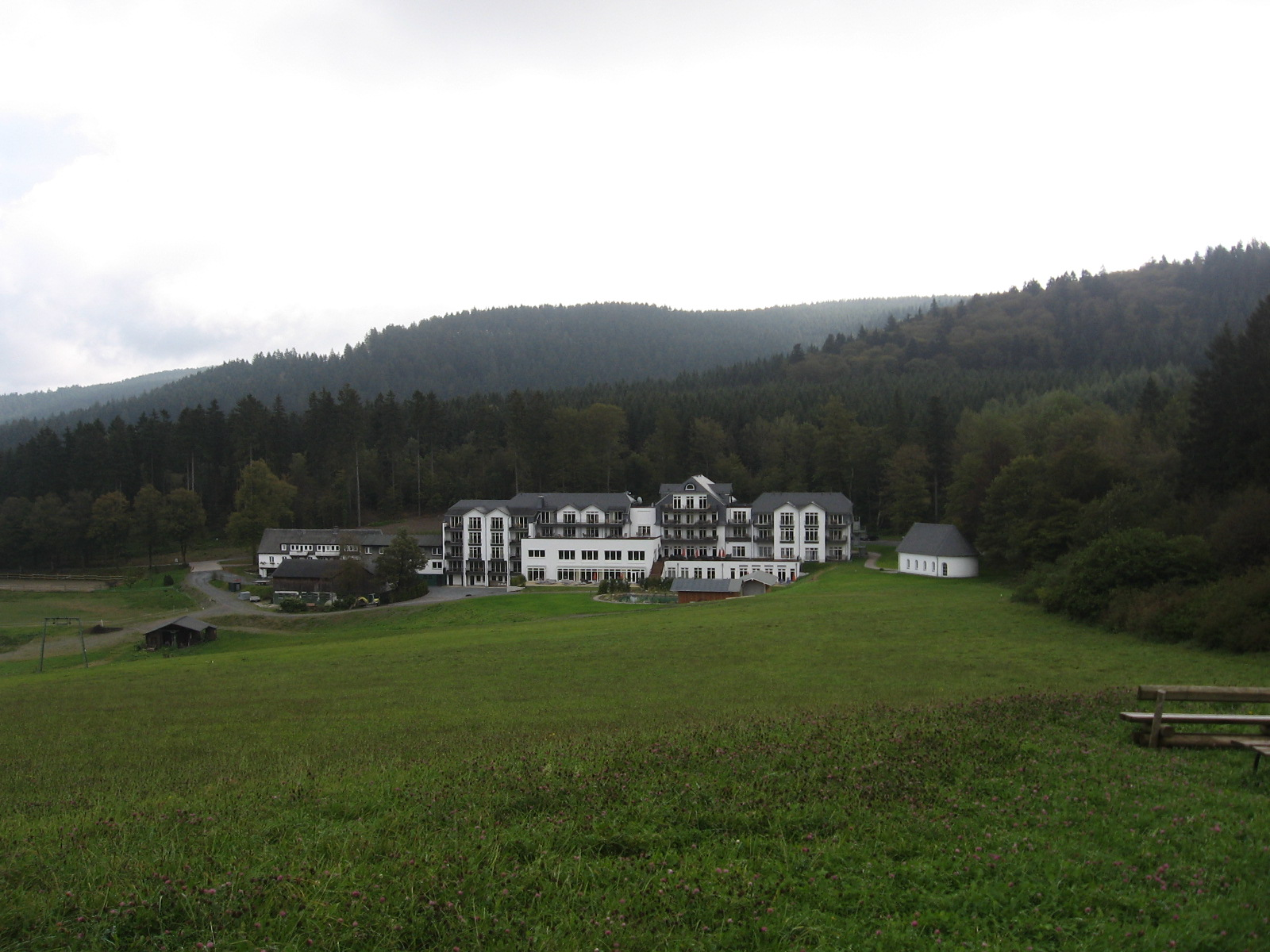
Hotel Knoche 2014